# 59 Elpis
59 Elpis eller A900 SC är en asteroid upptäckt 12 september 1860 av den franske astronomen Jean Chacornac i Paris. Asteroiden har fått sitt namn efter Elpis inom grekisk mytologi där hon är hoppet personifierad.